# Санитары подземелий (игра)
«Санита́ры подземе́лий» — трёхмерная компьютерная ролевая игра, разработанная «СофтКлаб» и «1С», при участии студии «Полный Пэ» (Дмитрий Пучков). Издана 1С в 2006 году. Перемещение персонажа под управлением игрока в игровом мире и сражения происходят в режиме реального времени с возможностью тактической паузы. На английском языке игра вышла под названием Planet Alcatraz.

## Сюжет
По словам «продюсера» Сергея Иванова, работавшим с Пучковым с 1997 года, сюжет игры является фанфиком по мотивам игры Quake. Главный герой игры — боец разведывательно-диверсионной группы «Упырь» Кабан. Действие игры разворачивается на планете тюремного типа Матросская Тишина. Все обитатели планеты — преступники, сосланные на неё пожизненно за тяжкие преступления. Цель игры — управляя диверсионной группой, состоящей в начале из одного, а затем из нескольких персонажей, обнаружить и уничтожить строящийся космический корабль, на котором преступники хотят сбежать с планеты. Герою противостоят различные виды местной фауны, роботы, воинственные туземцы, вооружённые китайцы, нацисты и другие противники.

## Разработка
Игра разработана компанией «1С» совместно с творческой артелью «Полный Пэ». Главные герои игры заимствованы из книги Дмитрия Пучкова «Санитары подземелий». Для разработки был использован движок TheEngine фирмы Skyfallen Entertainment.
Разработка ежемесячно освещалась в блогах на DTF.
8 июня 2006 было объявлено о том, что игра находится на завершающей стадии разработки, вплоть до официального релиза продолжалась публикация скриншотов и новостей по разработке проекта.
27 октября 2006 игра была отправлена в печать; было объявлено, что игра будет распространяться на четырёх компакт-дисках, либо на одном DVD.
Выход игры состоялся 3 ноября 2006, в тот же день вышло первое обновление. 9 октября 2009 года игра была переиздана в Steam.

## Продолжение
В сентябре 2008 года вышел сиквел «Санитары подземелий 2: Охота за Чёрным квадратом». Он был принят более прохладно, чем первая часть.

## Рецензии
| Сводный рейтинг       | Сводный рейтинг |
| Агрегатор             | Оценка          |
| --------------------- | --------------- |
| «Критиканство»        | 80/100          |
| Русскоязычные издания |                 |
| Издание               | Оценка          |
| Absolute Games        | 80 %            |
| StopGame.ru           | 4,2/5           |
| «Игромания»           | 7,5/10          |

Игра получила положительные отзывы критиков, сводный рейтинг на сайте «Критиканство» составляет 80/100. Stopgame назвала «Санитаров» «одной из лучших российских РПГ». AG.ru также положительно оценили игру, поставив ей 80 %.

## Награды
Игра получила два приза Gameland Award как лучшая отечественная ролевая игра и как лучшая отечественная игра 2006 года. Кроме того, игра получила индустриальный приз: на Конференции разработчиков компьютерных игр 2007 года «Санитаров подземелий» отметили как лучшую ролевую игру.
| Год  | Награда         | Категория                         | Результат | Примечание |
| ---- | --------------- | --------------------------------- | --------- | ---------- |
| 2007 | Gameland Awards | Лучшая отечественная игра         | Победа    | [ 14 ]     |
| 2007 | Gameland Awards | Лучшая отечественная ролевая игра | Победа    | [ 14 ]     |
| 2007 | КРИ             | Лучшая ролевая игра               | Победа    | [ 6 ]      |